# Elektrownia Czchów

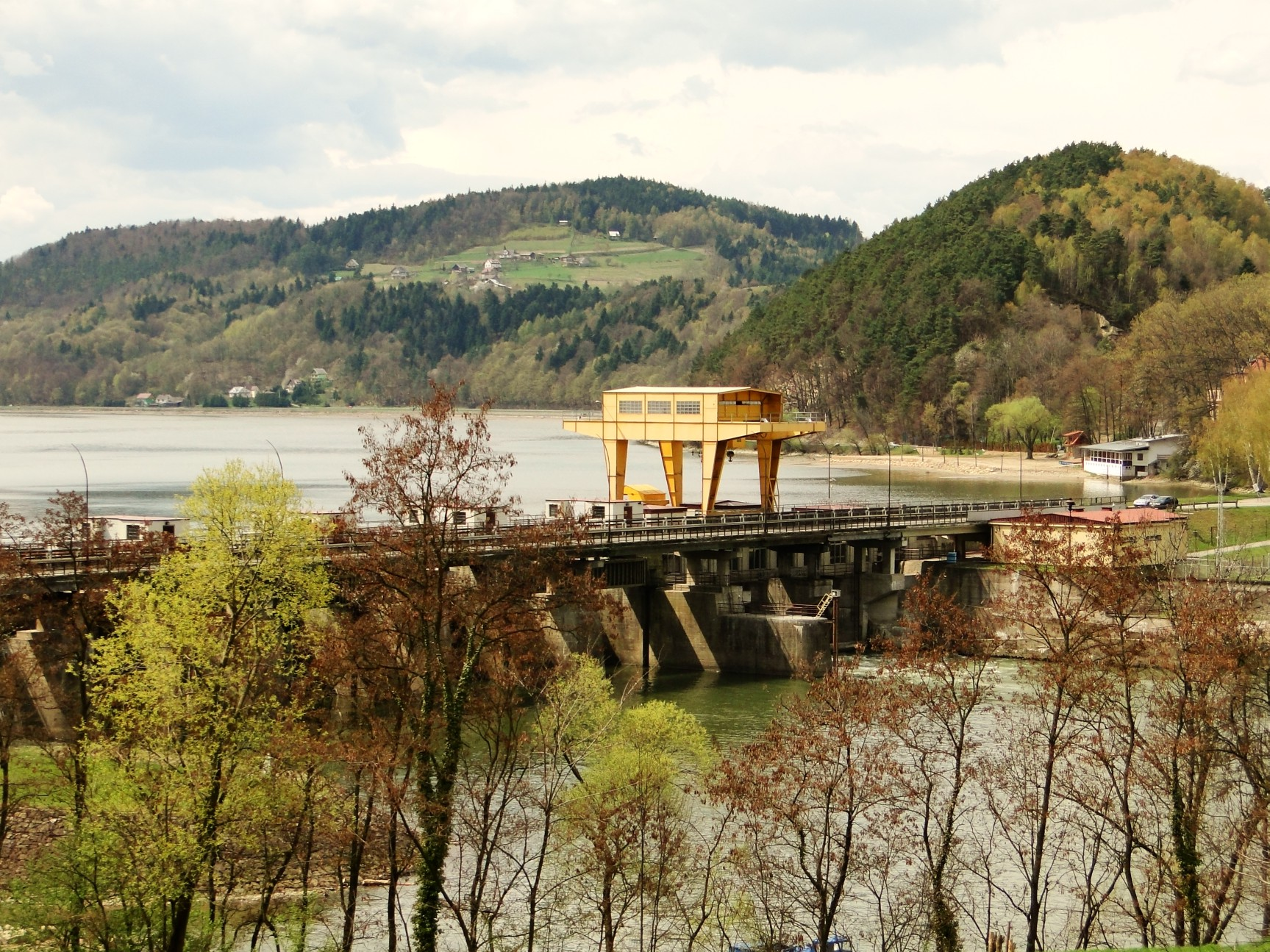

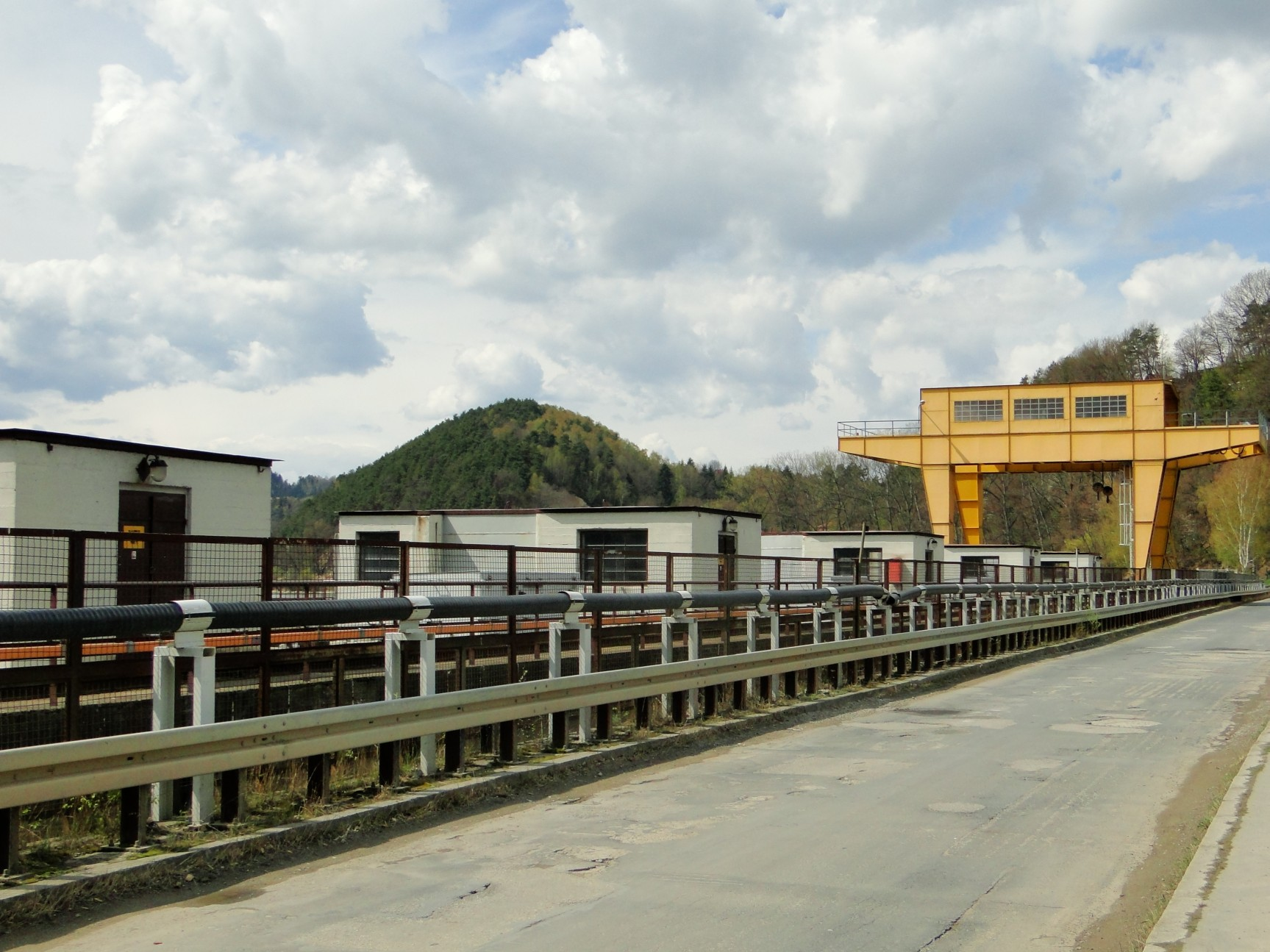

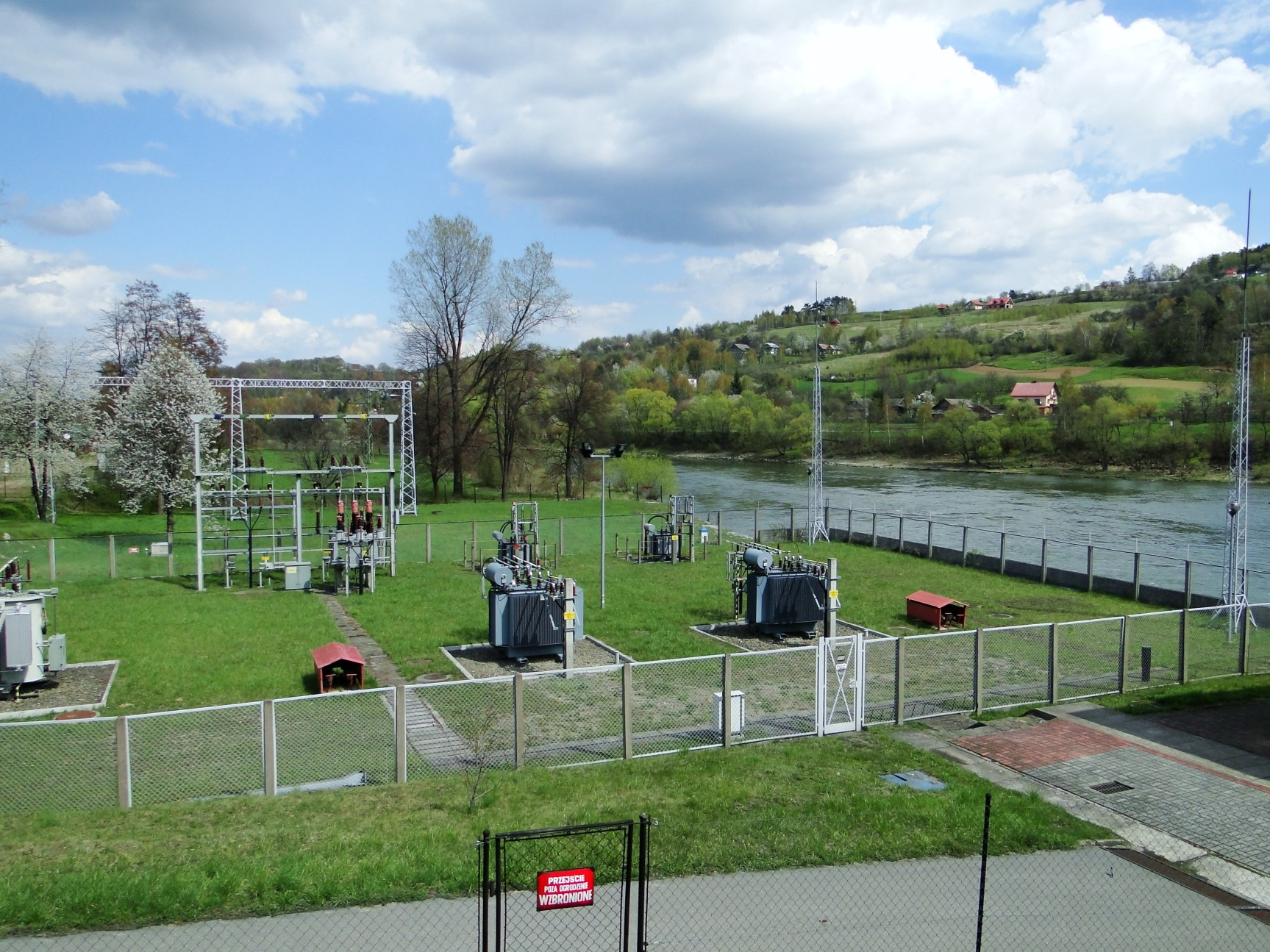

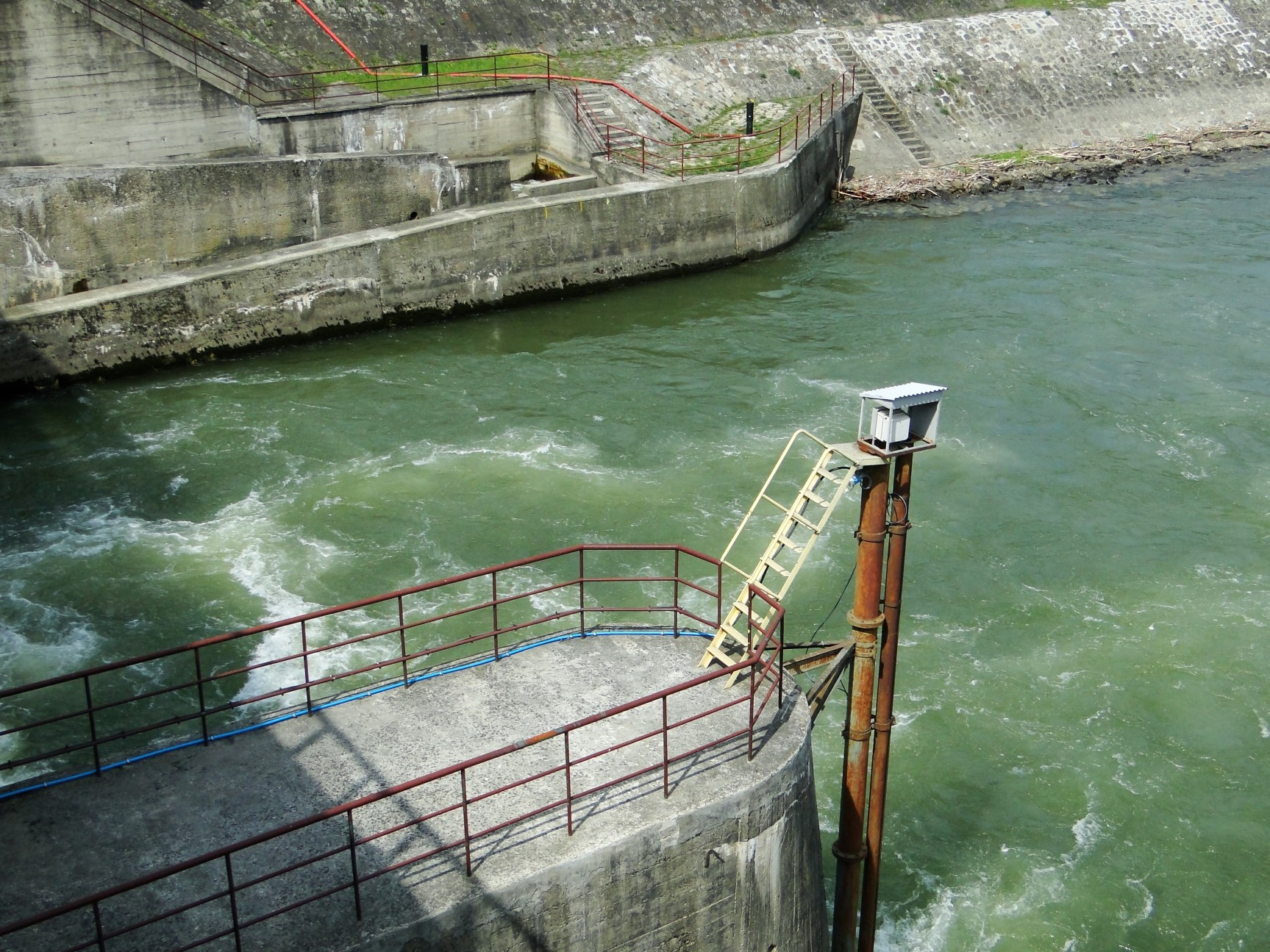

Elektrownia Czchów – elektrownia stanowiąca część zapory zbudowanej w latach 1936–1949 na Dunajcu w miejscowości Czchów.
Jest to elektrownia wodna przepływowa, pracująca z założeniem wyrównywania przełyku szczytowej elektrowni Rożnów z 200 m³/s do 114 m³/s. W całości elektrownia została przekazana do eksploatacji w 1954 r. Wyposażona jest w dwa hydrozespoły z turbinami Kaplana z regulacją położenia aparatu kierowniczego ustawiającego przepływ wody przez turbinę i regulacją łopat wirnika turbiny dla optymalizacji pracy turbiny i ograniczenia zjawisk kawitacyjnych. Moc zainstalowana każdej turbiny wynosi 4 MW przy 150 obr./min i przepływie wody przez turbinę 57 m³. Moc znamionowa generatorów wynosi 4,8 MW dla HZ1 i 5,25 MW dla HZ2 przy napięciu generatorowym 6,3 kV.
Zapora ziemna wybudowana została z piasków gruboziarnistych i żwiru z ekranem w postaci płyt betonowych.
Urządzenia zrzutowe wody jałowej składają się z jazu 5-przęsłowego zamykanego zasuwami płaskimi, dwudzielnymi o łącznej przepustowości 3750 m³/s.

## Dane

### Elektrownia
- moc osiągalna – 9 MW (4,3 MW i 4,7 MW)
- moc znamionowa – 8 MW (3,8 MW i 4,2 MW)
- roczna produkcja energii elektrycznej: ok. 35 mln kWh
- 2 hydrozespoły
- przepływ wody: 130 m³/s

### Zaporaziemna
- wysokość: 12,5 m

### Jezioro
- powierzchnia: 346 ha
- długość: 9 km
- pojemność całkowita (2004 r.): 8,9 mln m³

## Kontakt
- Zespół Elektrowni Wodnych „Rożnów” Spółka z o.o.; Elektrownia Wodna Czchów; ul. Sądecka 3; 32-860 CZCHÓW; tel. 18-6843480